# Omlopen

Omlopen bij een eindpunt. De locomotief (rood) trekt de wagons (groen) over het doorgaande spoor (1), ontkoppelt deze (2) om daarna via het omloopspoor de wagons te passeren (3 t/m 5). Daarna worden de wagons weer aangekoppeld (6) en kan de trein in omgekeerde richting rijden (7)

Omlopen vindt plaats bij kopmaken of keren van een getrokken trein of tram. Het krachtvoertuig (locomotief, motorwagen) van een trein of tram wordt losgekoppeld en rijdt via een wisselverbinding over een nevenspoor (omloopspoor) langs de getrokken voertuigen heen, om via een andere wisselverbinding weer op hetzelfde spoor terecht te komen. Daar wordt het aan de andere kant van trein of tram gekoppeld.
Omlopen heeft als nadelen dat het arbeidsintensief is, tijd kost en er daarvoor geschikte sporen en wissels aanwezig moeten zijn. Daarom is men steeds meer overgegaan naar de inzet van trek-duwtreinen, treinstellen en (al dan niet gelede) tweerichtingstrams zonder bijwagens. Omdat goederentreinen vrijwel altijd getrokken treinen zijn, blijft daar omlopen meestal nodig. 
Een alternatief voor omlopen gaat als volgt: na binnenkomst van de trein of tram op het eindstation wordt het krachtvoertuig losgekoppeld, en aan de andere kant van de trein of tram wordt een ander krachtvoertuig voorgereden en aangekoppeld. Na vertrek van de trein of tram wordt het krachtvoertuig naar een opstelspoor afgerangeerd, om na binnenkomst van de volgende trein of tram weer voorgereden en aangekoppeld te worden enzovoort. Nadeel hierbij is dat altijd een extra locomotief beschikbaar moet zijn. Voordeel is dat er geen spoor en wissels voor het omlopen aanwezig hoeven te zijn.
Bij trams kan omlopen vermeden worden door het gebruik van een keerlus, eventueel een keerdriehoek. Bijkomend voordeel is dat de tram een eenrichtingstram kan zijn. Bij treinen, sneltrams of metro's is dit meestal geen optie omdat dan de keerlus een erg grote diameter moet krijgen.